# Miguel Ángel Pinto Jerez
Miguel Ángel Pinto Jerez (4 de juliol de 1983) és un futbolista xilè.

## Selecció de Xile
Va formar part de l'equip xilè a la Copa del Món de 2010. Destacà com a jugador de la U. de Chile.